# استراتژی (ترانه)
«استراتژی» (انگلیسی: Strategy) ترانه‌ای ازگروه دختراتهٔ اهل کره جنوبی، توایس با همکاری رپر آمریکایی، مگان د استالین است. این ترانه در ۶ دسامبر ۲۰۲۴ به‌عنوان تک‌آهنگ آغازین از چهاردهمین آلبوم چندآهنگهٔ توایس به همین نام منتشر شد. متن ترانه توسط بوی متیوز، کلیو تای و مگان د استالین نوشته شده و آهنگسازی آن بر عهدهٔ ایراتک، متیوز، تای و لی وو هیون بوده است. نسخهٔ انفرادی این ترانه نیز در خود آلبوم استراتژی گنجانده شد و یک آلبوم ریمیکس با عنوان استراتژی ۲٫۰ در ۱۸ دسامبر ۲۰۲۴ منتشر شد. همچنین نسخهٔ انفرادی «استراتژی» در موسیقی متن فیلم شکارچیان شیاطین کی‌پاپ که در ۲۰ ژوئن ۲۰۲۵ منتشر شد، گنجانده شد. این ترانه به رتبهٔ ۴۸ در ۲۰۰ آهنگ جهانی بیلبورد و رتبهٔ ۱۱۲ در جدول دیجیتال سرکل کره جنوبی دست یافت. همچنین در کشورهای کانادا، هنگ‌کنگ، ژاپن، مالزی، سنگاپور و تایوان وارد جدول‌های موسیقی شد و در تایوان جزو ده ترانهٔ برتر قرار گرفت. در ایالات متحده نیز این ترانه در رتبهٔ ۳ جدول بابلینگ آندر هات ۱۰۰ قرار گرفت.

## بازخورد منتقدان
«استراتژی» توسط رولینگ استون کره به عنوان یکی از بهترین همکاری‌های بین‌المللی سال ۲۰۲۴ معرفی شد و از آن به عنوان «ترانه‌ای سرشار از جذابیت گرل کراش» یاد شد. همچنین لیم دونگ یوپ از وبگاه آی‌زی‌ام امتیاز ۳ از ۵ ستاره به این ترانه داد و از استفادهٔ آن از صداهای رترو و ضرب‌آهنگ‌های احساسی تمجید کرد.